# المعيار الإنساني الأساسي للجودة والمساءلة
يحدد المعيار الإنساني الأساسي للجودة والمساءلة (بالإنجليزية: Core Humanitarian Standard on Quality and Accountability)‏ المعروف اختصاراً بـ CHS تسعة التزامات للجهات الفاعلة الإنسانية والتنموية لقياس وتحسين جودة وفعالية مساهماتهم. يضع المعيار الأساسي الإنساني المجتمعات والأشخاص المتضررين من الأزمات في قلب العمل الإنساني. يمك استخدامه من قبل المنظمات الإنسانية كقانون طوعي لمواءمة إجراءاتها الداخلية، كما يمكن استخدامه أيضًا كأساس للتحقق من الأداء.
تم إطلاق المعيار الأساسي الإنساني في 12 ديسمبر 2014 في العاصمة الدنماركية كوبنهاغن كنتيجة لعملية تشاور عالمية شارك فيها 2000 من العاملين في المجال الإنساني والتنموي. فهو يجمع معاً العناصر الرئيسية القائمة حالياً للمعايير والالتزامات الإنسانية. المؤسسون وأصحاب حقوق النشر للمعيار الأساسي الإنساني هم مجموعة URD واسفير وتحالف المعيار الإنساني الأساسي ‏.

## الالتزامات التسعة
ينص المعيار الإنساني الأساسي على تسعة التزامات تجاه المجتمعات والأشخاص المتضررين من الأزمات موضحاً ما يمكن أن يتوقعوه من المنظمات والأفراد الذين يقدمون المساعدات الإنسانية. يتم دعم كل التزام من خلال معيار جودة يشير إلى كيفية عمل المنظمات الإنسانية وموظفيها وذلك بهدف الوصول إلى مستوى الالتزام المطلوب.
1. المجتمعات والأشخاص المتضررون من الأزمة يحصلون على المساعدة المناسبة وذات الصلة باحتياجاتهم.
  - معيار الجودة: الاستجابة الإنسانية مناسبة وذات صلة.
2. المجتمعات والأشخاص المتضررون من الأزمة يمكنهم الوصول إلى المساعدة الإنسانية التي يحتاجونها في الوقت المناسب.
  - معيار الجودة: الاستجابة الإنسانية فعالة وفي الوقت المناسب
3. المجتمعات والأشخاص المتضررون من الأزمة لا يتأثرون سلبًا وهم أكثر استعدادًا وقدرة على الصمود وأقل تعرضًا للخطر نتيجة للعمل الإنساني.
  - معيار الجودة: الاستجابة الإنسانية تعزز القدرات المحلية وتتجنب الآثار السلبية
4. المجتمعات والأشخاص المتضررون من الأزمة يعرفون حقوقهم واستحقاقاتهم، ولديهم إمكانية الوصول إلى المعلومات والمشاركة في القرارات التي تؤثر عليهم.
  - معيار الجودة: تعتمد الاستجابة الإنسانية على التواصل والمشاركة والتغذية الراجعة.
5. المجتمعات والأشخاص المتضررين من الأزمة لديهم إمكانية الوصول إلى آليات آمنة وسريعة الاستجابة للتعامل مع الشكاوى.
  - معيار الجودة: الشكاوى يتم الترحيب بها ومعالجتها.
6. المجتمعات والأشخاص المتضررون من الأزمة يتلقون مساعدة منسقة ومتكاملة.
  - معيار الجودة: الاستجابة الإنسانية منسقة ومتكاملة.
7. يمكن للمجتمعات والأشخاص المتضررين من الأزمة أن يتوقعوا تقديم مساعدة أفضل حيث تتعلم المنظمات من التجربة والتفكير.
  - معيار الجودة: العاملون في المجال الإنساني يتعلمون ويتحسنون باستمرار.
8. المجتمعات والأشخاص المتضررون من الأزمة يتلقون المساعدة التي يحتاجونها من الموظفين والمتطوعين الأكفاء والذين يتم إدارتهم بشكل جيد.
  - معيار الجودة: يتم دعم الموظفين للقيام بعملهم بفعالية، ويتم معاملتهم بعدالة وإنصاف.
9. المجتمعات والأشخاص المتضررين من الأزمة يمكن أن يتوقعوا أن المنظمات التي تساعدهم تقوم بإدارة الموارد بفعالية وكفاءة وأخلاقية.
  - معيار الجودة: تدار الموارد وتستخدم بشكل مسؤول للغرض المقصود منها.

## التحقق
المعيار الإنساني الأساسي هو معيار تطوعي وقابل للقياس، مما يعني أنه يمكن تقييم تطبيقه بموضوعية.
التحقق هو عملية منظمة وممنهجة لتقييم الدرجة التي تعمل بها المنظمة وفق المعيار الأساسي الإنساني. مخطط التحقق يتم إدارتها من قبل تحالف المعيار الأساسي الإنساني الذي يحدد سياسات وقواعد عملية التحقق لضمان إجرائها بطريقة عادلة ومتسقة لجميع المنظمات المشاركة.
يقدم مخطط التحقق أربعة خيارات للتحقق بدرجات مختلفة من الصرامة والثقة في النتائج هي التقييم الذاتي ومراجعة الأقران والتحقق المستقل والشهادة، فعلى الرغم من أن كل خيار قائم بذاته، إلا أن المؤشرات المستخدمة في التقييم الذاتي مشتركة بين جميع الخيارات الأربعة.
لتجنب تضارب المصالح المحتمل واتباع الممارسات الدولية الجيدة، يتم إجراء التدقيق المستقل الفعلي من قبل هيئة إصدار شهادات تم إنشاؤها خصيصًا لهذا الغرض وهي مستقلة تماماً عن تحالف المعيار الإنساني الأساسي وعملية وضع معايير المعيار الأساسي الإنساني والمنظمات التي تقوم بتدقيقها.